# Pagana (álbum)
Pagana es el segundo álbum como solista de la cantautora Denisse Malebrán el cual fue lanzado el 15 de agosto de 2009 y distribuido gratuitamente desde su página web.
El amor, el desamor, la fe y el destino son algunas de las temáticas que aborda la artista en Pagana, el segundo disco de su carrera solista tras Maleza (2007).

## Historia
Para dar vida a su nueva placa, Malebrán compuso cada canción ligada a temáticas que hablan de "una fe rebelde", donde, como lo dice su título, "se cree en Dios, pero también en el horóscopo y el destino". Y agrega que "es una forma popular de ver la vida, porque cuenta historias de amor y fracasos sentimentales que se atribuyen a hechos puntuales: mal de ojo, el destino, etc.".

## Composición
En este nuevo trabajo recibió la colaboración de Luciano Rojas, integrante de su exbanda en aquel entonces Saiko (a la cual en 2012 regresó), quien ayudó tocando la guitarra y el bajo en algunos temas. "Fue muy especial para mí volver a trabajar con él. Fue como decir: OK, no vamos a trabajar siempre juntos, pero somos capaces de unirnos en ciertas ocasiones y eso es súper bonito".

## Portada
La diseño de portada al igual que todos los álbumes de la discografía solista de Denisse Malebrán estuvo a cargo de Roberto Cuello, en esta portada se ve la imagen de Malebrán representada con un velo celeste, como una imagen virginal, el diseño simula ser un fresco, como de una madonna renacentista.

## Lista de canciones
1. Ánimas
2. Mercurio
3. Embrujo
4. Fantasma
5. Zodiaco
6. Desahogo (cover de Roberto Carlos)
7. Amnesia
8. Alejandría
9. Destino
10. Siervos
11. Llévame (Soundtrack de la película Chilena "Solos" de Jorge Olguín)

## Controversia
Denisse Malebrán decidió que Pagana sería difundido gratuitamente por internet en el sitio oficial del disco , una decisión promocional que la exvocalista de Saiko tomó consciente de que podría generar críticas, ya que, en su rol como secretaria general de la SCD, siempre ha defendido la importancia del derecho de autor entre los músicos nacionales. "Todo el mundo me dice: pero… ¿cómo?, con esto sólo lograrás no vender discos. Pero yo apuesto a que va a haber gente que le va a gustar tanto que lo va a comprar igual", afirma con seguridad.